# 刘披云
刘披云（1905年—1983年），男，四川岳池人，中华人民共和国政治人物，曾任云南省人民委员会副省长，云南大学党委书记，第五届全国政协委员。